# Trhová Kamenice
Městys Trhová Kamenice (německy Markt Kamnitz) se nachází v okrese Chrudim v Pardubickém kraji. Žije zde přibližně 1 000 obyvatel.
Městys Trhová Kamenice se nachází v Českomoravské vrchovině, dvacet kilometrů jižně od města Chrudimi v úvalu řeky Chrudimky, na hranicích mezi chráněnými krajinnými oblastmi Železné hory a Žďárské vrchy. Obcí prochází naučná stezka Krajem řeky Chrudimky.

## Historie
První písemná zmínka o obci pochází z roku 1439, uvádí se však i darovací listina z roku 1242. Údajným zakladatelem obce měli být představení kláštera ve Vilémově.

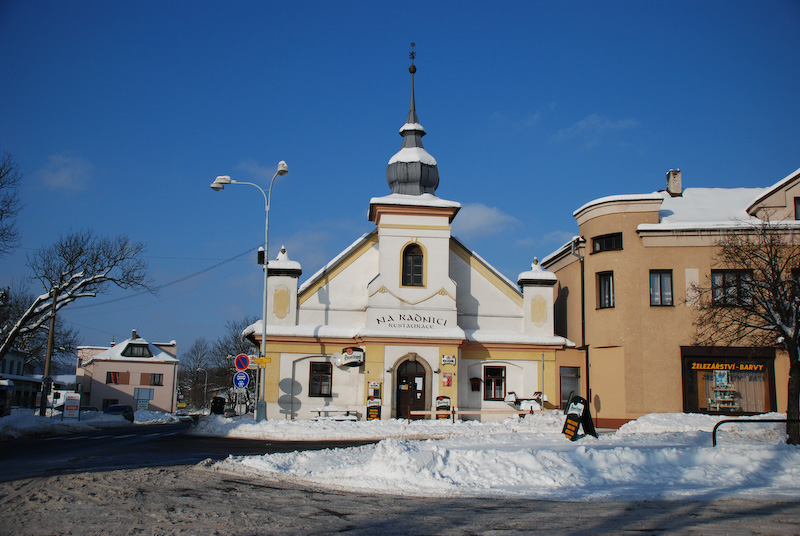
Radnice na náměstí

Obec, vzhledem ke své geografické poloze, měla být přirozeným centrem správním a obchodním. Existují zmínky ohledně rybniční tvrze Kamenice pod Zeleným Táborem, kterou měli vlastnit vladykové z Kocůrova. V písemných záznamech ze 14. století je již zmiňován i Kostel sv. Filipa a Jakuba. Koncem tohoto století se v obci rozvíjela i činnost železářů, tvorba vodotechnických děl a také produkce dřevěného uhlí. V 15. století se obec dále rozvíjela, v roce 1499 získala od Vladislava II. status městečka se znakem (stříbrný lev na červeném poli), v roce 1460 bylo obnoveno i privilegium tržní, kdy bylo povoleno 10 výročních trhů. Také byly uděleny cechovní práva pro cech Kameníků. Během 16. století vznikly v obci a jejím okolí pivovary, hamry, mlýny a pily. Během třicetileté války byla obec silně poškozena průchodem vojsk švédského vojevůdce Torstensona, z tehdejších 40 hospodářství zůstalo 22 opuštěných. Někdy v této době získal Trhovou Kamenici Francois de Couriers.
Za vlády Marie Terezie bylo (v roce 1762) městu potvrzeno právo uskutečnit 10 výsadních trhů, později, roku 1815 byla postavena vedle kostela dvoutřídní škola. Náklady na její stavbu pokryl tehdejší majitel panství Karel z Auerspergu. V polovině 19. století město postihly požáry, při prvním větším požáru v roce 1833 vyhořela továrna na hračky a o rok později vyhořela téměř celá obec. O dvacet let později, 29. října 1853 byla obec povýšena na město a o šest let později došlo ke stavbě silnice do Hlinska v Čechách.
Ve městě již byly činné některé spolky, v roce 1876 byl založen spolek Sbor dobrovolných hasičů, v roce 1880 byla založena Vzdělávací beseda Neruda a v roce 1892 byl založen Sokol.
Na konci druhé světové války 8. května 1945 vojáci ustupující německé jednotky zabili v Trhové Kamenici a jejím okolí 13 civilistů včetně místního kněze, který byl před smrtí mučen. Tento zločin nebyl nikdy stíhán.
Od 10. října 2006 byl obci vrácen status městyse.

## Části obce
- Trhová Kamenice
- Hluboká
- Kameničky
- Petrkov 3. díl
- Polom
- Rohozná
- Zubří

## Pamětihodnosti
- Rozhledna Zuberský vrch

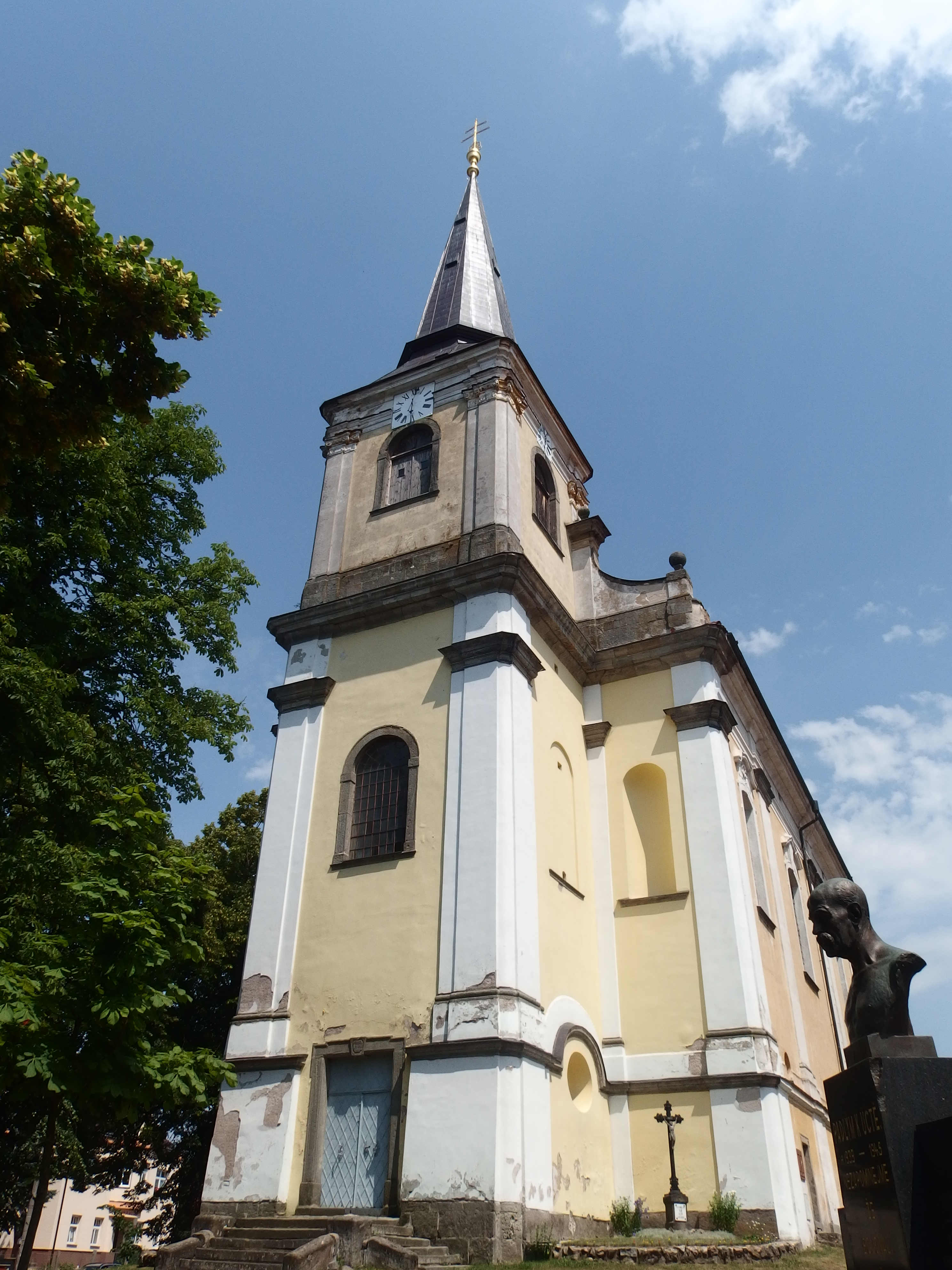
Kostel svatého Filipa a Jakuba

- Kostel svatého Filipa a Jakuba, kříž z polomského hřbitova
- Šebkova hrobka (na místním hřbitově)
- Alej lip a jírovců na náměstí
- Pomník obětem fašismu u základní školy
- Kašna
- Fara
- Vodní mlýn
- Měšťanský dům – Zářečí
- Radnice na náměstí
- Buchtovka – přírodní památka
- Hubský – přírodní rezervace
- Turistická cesta Františka Kavána
- Jihovýchodně od městyse se nachází přírodní památka Trhovokamenické rybníky, která nahradila zrušená chráněná území Mlýnský rybník a rybník Rohlík a Zadní rybník. U jihozápadní hranice katastrálního území leží přírodní rezervace Zubří. Mezi městysem a vesnicí Petrkov 3.díl leží také přírodní památka Upolíny u Kamenice.

## Významní rodáci
- Jindřich Jank, protikomunistický odbojář
- Josef Kalvoda, diplomat
- Drahomír Josef Růžička, fotograf
- František Šmahel, ředitel historického ústavu AV ČR
- Josef Šolín, matematik, inženýr
- František Zavřel, spisovatel
- Jan Zitko, kněz

## Partnerské obce
- Oberembach, Švýcarsko